# Чаманзор (джамоат Карима Исмоилова)
Чаманзор (бывший Гургхурда) — село в Карим-Исмаиловской сельской общине Вахдатского района. Расстояние от села до центра города составляет 9 км. Население 1383 человек (2017 г.), таджики.
Основные отрасли сельского хозяйства: животноводство, садоводство и овощеводство. Земли орошаются из реки Иляк.